# David H. Levy
David H. Levy (* 22. května 1948 Montréal) je kanadský astronom, vědecký spisovatel, objevitel komet a planetek, známý jako spoluobjevitel komety Shoemaker–Levy 9, která se srazila s planetou Jupiter v roce 1994.

## Život
Levy se narodil v Montrealu v Quebecu v roce 1948. O astronomii se zajímal již v raném věku. Nicméně získal bakalářský a magisterský titul z anglické literatury.
Levy objevil 22 komet, a to buď samostatně, nebo s Eugenem a Carolyn Shoemakerovými. Napsal 34 knih, většinou na astronomická témata, jako je The Quest for Comets, životopis objevitele Pluta Clyde Tombaugha v roce 2006, a jeho pocta Eugenovi Shoemakerovi, kniha Shoemaker by Levy. Pravidelně vydává články pro časopisy Sky and Telescope,Parade Magazine, Sky News, a také Astronomy Magazine.
Periodické komety, které Levy spoluobjevil jsou 118P/Shoemaker–Levy, 129P/Shoemaker–Levy, 135P/Shoemaker–Levy, 137P/Shoemaker–Levy, 138P/Shoemaker–Levy, 145P/Shoemaker–Levy, a 181P/Shoemaker–Levy. Kromě toho je Levy jediným objevitelem dvou periodických komet: 255P/Levy a P/1991 L3.
28. února 2010 získal Levy doktorský titul na hebrejské univerzitě v Jeruzalémě po úspěšném dokončení jeho diplomové práce "The Sky in Early Modern English Literature: A Study of Allusions to Celestial Events in Elizabethan and Jacobean Writing, 1572–1620.."
Žije ve Vailu v Arizoně a je ženatý s Wendee Levyovou. Levy s manželkou uváděli týdenní internetové radio talk show s astronomickou tematikou, které skončilo 3. února 2011. Archivy jsou stále k dispozici ve formátech WMA a MP3. Levy je prezidentem národní nadace sdílení nebe.

## Ocenění
Planetka 3673 Levy byla pojmenován po něm. V roce 1980 získal medaili C. A. Chanta Královské astronomické společnosti v Kanadě. Roku 1990 obdržel medaili G. Bruce Blaira. V roce 1993 vyhrál Amateur Achievement Award Pacifické astronomické společnosti. V roce 2007 obdržel cenu Edgara Wilsona za objevy komet.
Spolu s Martynem Ivesem, Davidem Taylorem, a Benjaminem Woolleym, vyhrál Levy v roce 1998 cenu Emmy v za scénář dokumentárního filmu 3 Minutes to Impact produkovaný York Films pro Discovery Channel.

## Objevy

### Komety
Vizuální
- Kometa Levy-Rudenko, 1984t, C/1984 V1, Nov 14, 1984
- Kometa Levy, 1987a, C/1987 A1, 5. ledna, 1987
- Kometa Levy, 1987y, C/1987 T1, 11. října, 1987
- Kometa Levy, 1988e, C/1988 F1, 19. března, 1988
- Kometa Okazaki-Levy-Rudenko, 1989r, C/1989 Q1, 25. srpna 1989
- Kometa Levy 1990c, C/1990 K1, 20. května 1990
- Periodická kometa Levy, P/1991 Sb., L3, 14. června, 1991
- Kometa Takamizawa-Levy, C/1994 G1, 15. dubna 1994
- Periodická kometa 255P/Levy, 2. října 2006

Fotografické, společně s Eugenem a Carolyn Shoemakerovými

- Periodická kometa Shoemaker-Levy 1, 1990o, P/1990 V1
- Periodická kometa Shoemaker-Levy 2, 1990p, 137 P/1990 UL3
- Kometa Shoemaker-Levy, 1991d C/1991 B1
- Periodická kometa Shoemaker-Levy 3, 1991e, 129P/1991 C1
- Periodická kometa Shoemaker-Levy 4, 1991f, 118P/1991 C2
- Periodická kometa Shoemaker-Levy 5, 1991z, 145P/1991 T1
- Kometa Shoemaker-Levy, 1991a1, C/T2 1991
- Periodická kometa Shoemaker-Levy 6, 1991b1, P/1991 V1
- Periodická kometa Shoemaker-Levy 7, 1991d1, 138P/1991 V2
- Periodická kometa Shoemaker-Levy 8, 1992f, 135P/1992 G2
- Periodická kometa Shoemaker-Levy 9, 1993e, D/1993 F2 (kometa narazila do Jupiteru v roce 1994, což byla nejdramatičtější událost dosud pozorovaná na jiné planetě)
- Kometa Shoemaker-Levy, 1993h, C/1993 K1
- Kometa Shoemaker-Levy, 1994d C/1994 E2
- Kometa Jarnac, P/2010 E2 (David Levy, Wendee Poplatku, Tom Glinos)

### Další
- Nova Cygni 1975, 30. srpna 1975 (nezávislý objev)
- Nova Cygni 1978, 12. září 1978 (nezávislý objev)
- Kometa Hartley-IRAS (P/1983 V1), 30. listopadu, 1983 (nezávislý objev)
- Kometa Shoemaker 1992y, C/1992 U1
- Periodická kometa Shoemaker 4, 1994k, P/1994 J3
- Asteroid (5261) Eureka, první Marsovský troján, s Henry E. Holtem, červen 1990